# Adriano Romero
Adriano Romero (San Miguel de Tucumán, Argentina, 16 de junio de 2000) es un futbolista argentino que juega como defensor en Santamarina de Tandil, del Torneo Federal A.

## Trayectoria

### Inicios
Surgido de las categorías infantiles del club CEF 18, en 2018 se une a San Martín de Tucumán para terminar con su formación, donde fue parte de los planteles que competían los torneos de Reserva y de la Liga Tucumana. Con el plantel superior solamente disputó partidos amistosos antes de salir cedido al fútbol chileno.

### Deportes Rengo
Sin lugar en el conjunto tucumano, durante el 2023 es prestado a Deportes Rengo, para disputar el Campeonato de Segunda División Profesional de Chile, debutando con el equipo chileno el 18 de marzo de ese año, en la victoria 1 a 0 frente a General Velásquez, por el partido correspondiente a la cuarta fecha del torneo.
En su estadía con el conjunto de Rengo, disputó un total de 21 partidos y no anotó goles.

## Estadísticas

### Clubes
Actualizado de acuerdo al último partido jugado el 14 de junio de 2025.
| Club                             | Div.          | Temporada     | Liga  | Liga  | Liga   | Copas nacionales | Copas nacionales | Copas nacionales | Torneos internacionales | Torneos internacionales | Torneos internacionales | Total | Total | Total  |
| Club                             | Div.          | Temporada     | Part. | Goles | Asist. | Part.            | Goles            | Asist.           | Part.                   | Goles                   | Asist.                  | Part. | Goles | Asist. |
| -------------------------------- | ------------- | ------------- | ----- | ----- | ------ | ---------------- | ---------------- | ---------------- | ----------------------- | ----------------------- | ----------------------- | ----- | ----- | ------ |
| Deportes Rengo · Chile           | 3.ª           | 2023          | 19    | 0     | 0      | 2                | 0                | 0                | —                       | —                       | —                       | 21    | 0     | 0      |
| Deportes Rengo · Chile           | Total club    | Total club    | 19    | 0     | 0      | 2                | 0                | 0                | 0                       | 0                       | 0                       | 21    | 0     | 0      |
| C. y B. R. Santamarina Argentina | 3.ª           | 2025          | 8     | 1     | 0      | 1                | 0                | 0                | —                       | —                       | —                       | 9     | 1     | 0      |
| C. y B. R. Santamarina Argentina | Total club    | Total club    | 8     | 1     | 0      | 1                | 0                | 0                | 0                       | 0                       | 0                       | 9     | 1     | 0      |
| Total carrera                    | Total carrera | Total carrera | 27    | 1     | 0      | 3                | 0                | 0                | 0                       | 0                       | 0                       | 30    | 1     | 0      |
| 1. 2.                            |               |               |       |       |        |                  |                  |                  |                         |                         |                         |       |       |        |